# دانشگاه کلاسیک اوکراین
دانشگاه خصوصی کلاسیک دانشگاهی در اوکراین است. این دانشگاه در سال ۱۹۹۲ به عنوان مؤسسه بین‌المللی مدیریت دولتی و شهرداری تأسیس شد. در سال ۱۹۹۶ به مؤسسه مدیریت عمومی و شهری زاپوریژژیا تغییر نام داد.
در سال ۲۰۰۰ طبق دستور وزارت آموزش و پرورش اوکراین، این مؤسسه وضعیت دانشگاه علوم انسانی را تحت عنوان "دانشگاه علوم انسانی "ZIPMA" به دست آورد.